# Камил Сипшак
Камил Сипшак (пољ. Kamil Syprzak; Плоцк, 23. јул 1991) пољски је рукометаш и репрезентативац који тренутно игра за француског прволигаша Париз Сен Жермен на позицији пивота.
Био је члан Висла Плоцка од 2009. до 2015. када је прешао у Барселону. За Барселону је играо до 2019. када је прешао у Париз Сен Жермена.
За репрезентацију Пољске наступа од Светског првенства 2011. Са репрезентацијом је освојио бронзу на Светском првенству 2015. у Катару.

## Клупски профеји

### Висла Плок
- Првенство Пољске: 2011.

### Барселона
- Првенство Шпаније: 2016, 2017, 2018, 2019.
- Куп Шпаније: 2016, 2017, 2018, 2019.
- Суперкуп Шпаније: 2016, 2017, 2018, 2019
- Светско првенство за клубове: 2017, 2018.